# Underworld (musikgrupp)
Underworld är en brittisk grupp inom elektronisk dansmusik som bildades 1986. Gruppens största kommersiella framgång hittills är låten "Born Slippy .NUXX", som var med på soundtracket till filmen Trainspotting. Även låten "Push Upstairs" blev en smärre hit och nådde i mars 1999 tolfteplaceringen på UK Singles Chart.

## Biografi
Medlemmarna i Underworld utgjorde tidigare delar av 80-talsgruppen Freur, men man bytte 1986 namn till Underworld. Man släppte albumen Underneath the Radar (1988) och Change the Weather (1989) där man spelade i en funkig stil utan större uppmärksamhet. 
Efter olika medlemsbyten bestod gruppen till sist enbart av duon Rick Smith (keyboard) och Karl Hyde (sång, elgitarr). Man tog in DJ:n Darren Emerson och ändrade stil. Man spelade in den 10 minuter långa singeln "Mmmm... skyscraper I love You" 1992 och väckte en del uppmärksamhet. Albumet dubnobasswithmyheadman (1994) innehåller långa låtar i progressiv stil samtidigt som man bygger upp lager på lager av mullrande basgångar. Texterna var ofta nonsensartade och byggde, enligt Hyde, på fraser han kunde höra då han rörde sig i offentliga miljöer. Live utmärkte sig Underworld också för att i likhet med Orbital verkligen spela live och improvisera fram versioner som ofta skilde sig radikalt från studioversionerna.
Underworld uppträdde på Roskildefestivalen 1994 och hade bland andra Björk med på scenen. Underworld blev även flitigt anlitade för remixer åt andra artister. Blev kända för en större publik då låten "Born Slippy.NUXX" (från början en b-sida på singeln "Born Slippy") var med i filmen Trainspotting 1996. Samma år släppte gruppen plattan Second Toughest in the Infants som vidareutvecklade stilen något. Albumet Beaucoup Fish (1999), med singeln "Push Upstairs", tillförde inte så mycket nytt men var ändå av god standard. Efter att man släppt livealbumet Everything Everything (2000) lämnade Emerson gruppen. Underworld fortsatte som duo och släppte 2002 A Hundred Days Off. Live har man förstärkts med DJ:n Darren Price och släppte 2005 ytterligare en liveplatta, inspelad i Tokyo. 2006 gjorde Underworld även musiken till dramafilmen Breaking and Entering, tillsammans med Gabriel Yared.

## Medlemmar
Nuvarande medlemmar
- Karl Hyde – sång, gitarr (1979–)
- Rick Smith – keyboard, mix, bakgrundssång (1979–)

Tidigare medlemmar
- Gary Bond – piano, synthesizer (1979)
- Steve Irwin – trummor (1979)
- Stuart Kelling – gitarr, bakgrundssång (1979)
- Bryn Burrows – trummor (1979–1988)
- Alfie Thomas – gitarr, keyboard, basgitarr (1979–1990)
- John Warwicker – keyboard (1983–1986)
- Baz Allen – basgitarr (1986–1990)
- Pascal Consoli – trummor (1989–1990)
- Darren Emerson – keyboard, mix (1991–1999)

Turnerande medlemmar
- Darren Price – keyboard, mix (2005–2016)

## Diskografi

### Studioalbum
- 1988 – Underneath the Radar
- 1989 – Change the Weather
- 1993 – dubnobasswithmyheadman
- 1996 – Second Toughest in the Infants
- 1999 – Beaucoup Fish
- 2002 – A Hundred Days Off
- 2007 – Oblivion with Bells
- 2010 – Barking
- 2016 – Barbara Barbara, We Face a Shining Future

### Livealbum
- 2000 – Everything, Everything
- 2005 – Live in Tokyo 25th November 2005

### Samlingsalbum
- 2003 – 1992-2002

### Singlar
Hitsinglar (topp 40 på UK Singles Chart)
- 1996 – "Pearl's Girl" (#24)
- 1996 – "Born Slippy .NUXX" (#2)
- 1996 – "Pearl's Girl" (återutgåva) (#22)
- 1999 – "Push Upstairs" (#12)
- 1999 – "Jumbo" (#21)
- 1999 – "King of Snake" (#17)
- 2000 – "Cowgirl (Live)" (#24)
- 2002 – "Two Months Off" (#12)
- 2003 – "Dinosaur Adventure 3D" (#34)
- 2003 – "Born Slippy .NUXX 2003" (#27)
- 2012 – "Caliban's Dream" (#12)

## Remixade låtar i urval
- 1992 "Black Sky" – Shakespeare's Sister
- 1993 "Human Behaviour" – Björk
- 1995 "Happiness" – Front 242
- 1996 "Leave Home" – Chemical Brothers
- 1997 "Barrel of a Gun" – Depeche Mode
- 1997 "Before Today" – Everything but the Girl
- 1997 "Rising Son" – Massive Attack